# Vias
Vias (Viàs in occitano) è un comune francese di 5.354 abitanti situato nel dipartimento dell'Hérault nella regione dell'Occitania. Fa parte della comunità urbana Hérault Mèditerranée (Communauté d'agglomération Hérault Méditerranée). Dalla seconda metà degli anni sessanta del Novecento ha conosciuto un notevole sviluppo turistico ed è oggi una località balneare del litorale biterrese.

## Geografia fisica

### Territorio
Il centro urbano di Vias è situato a 3 km dalla linea costiera mediterranea, a 18 km da Béziers e a 50 km da Montpellier. Il comune confina a nord con i comuni di Montblanc e di Bessan, ad est con quello di Agde, ad ovest con quello di Portiragnes e a sud con il Mediterraneo (Golfo del Leone). Il rilievo è piatto e raggiunge un'altitudine massima di soli 33 m s.l.m. Il territorio comunale di Vias è interamente attraversato, da oriente a occidente, dal Canal du Midi, che congiunge Tolosa (e, mediante il bacino idrografico della Garonna, anche Bordeaux) allo Stagno di Thau (Étang de Thau), nelle immediate vicinanze di Sète. Il litorale si sviluppa per una lunghezza di circa 6 km ed è costituito in massima parte da spiagge di arena fine.

### Clima
Il clima della città è di tipo mediterraneo, con inverni relativamente umidi e miti (la temperatura media invernale è di circa 7 °C) ed estati asciutte e calde, ma non torride (la temperatura media estiva si aggira generalmente fra i 22 °C e i 23 °C). Le gelate sono poco frequenti (la media è di 8 giorni l'anno) e rari i fenomeni nevosi (2 giorni di media annua). Le precipitazioni, poco abbondanti (meno di 500 mm annui), sono concentrate soprattutto fra i mesi di settembre e maggio.
| Staz. di Béziers-Vias  | Gen  | Feb  | Mar  | Apr  | Mag  | Giu  | Lug  | Ago  | Set  | Ott  | Nov  | Dic  | Anno  |
| ---------------------- | ---- | ---- | ---- | ---- | ---- | ---- | ---- | ---- | ---- | ---- | ---- | ---- | ----- |
| Temperatura media (°C) | 6,7  | 7,7  | 10,2 | 14,1 | 17,4 | 21,3 | 24,2 | 22,4 | 19,6 | 16,1 | 11,4 | 6,7  | 14,8  |
| Precipitazioni (mm)    | 73,5 | 35,4 | 12,2 | 46,8 | 48,5 | 22,2 | 6,8  | 12,5 | 61,7 | 66,7 | 44,2 | 43,6 | 474,1 |

## Storia
L'abitato ha per origine un'antica villa galloromana ed è citato per la prima volta nell'anno 899 in un documento della diocesi di Agde. Nel XII secolo appariva come una cittadella fortificata (castrum), cui si poteva accedere attraverso quattro porte dotate di altrettanti ponti levatoi. Possedeva bastioni in pietra vulcanica, materiale successivamente utilizzato anche per l'erezione della chiesa parrocchiale di San Giovanni Battista (1394 - 1424) e della maggior parte delle costruzioni. Nel Seicento portali di forme italianizzanti adornavano edifici pubblici e privati. Nella seconda metà del XIX secolo si sviluppò ulteriormente nel territorio la cultura della vite che apportò un notevole impulso all'econonomia locale e nel secolo successivo, subito dopo la seconda guerra mondiale, vennero abbattute le mura per poter permettere una più agevole espansione urbana al di fuori del centro storico.
Nel 1963 la creazione di un ente pubblico interministeriale per lo sfruttamento turistico del litorale del Languedoc-Roussillon (Mission interministérielle d'aménagement touristique du littoral du Languedoc-Roussillon) che funzionò fino al 1983, aprì nuove prospettive di sviluppo per Vias, comune restato fino ad allora prevalentemente agricolo, che, grazie anche alla vertiginosa espansione turistica della vicina località di Cap d'Agde, si è convertito negli ultimi decenni in una frequentata stazione balneare. L'economia locale si fonda attualmente sul turismo e sul suo indotto, ivi compresa l'edilizia legata al turismo: nel 2008 il 73,78% del patrimonio immobiliare abitativo della cittadina era costituito da seconde residenze (7.121 alloggi su un totale di 9.653).

## Società

### Evoluzione demografica
| 1794  | 1800  | 1806  | 1820  | 1831  | 1836  | 1841  | 1846  | 1851  | 1856  | 1861  |
| ----- | ----- | ----- | ----- | ----- | ----- | ----- | ----- | ----- | ----- | ----- |
| 1 416 | 1 379 | 1 550 | 1 587 | 1 761 | 1 640 | 1 771 | 1 800 | 1 825 | 1 761 | 1 854 |
| 1872  | 1876  | 1881  | 1886  | 1891  | 1896  | 1901  | 1906  | 1921  | 1926  | 1931  |
| 1 942 | 2 070 | 2 201 | 2 279 | 2 445 | 2 392 | 2 525 | 2 180 | 2 425 | 2 397 | 2 393 |
| 1936  | 1946  | 1954  | 1962  | 1968  | 1975  | 1982  | 1990  | 1999  | 2006  | 2010  |
| 2 117 | 1 793 | 2 126 | 2 216 | 2 364 | 2 582 | 2 934 | 3 517 | 4 354 | 5 313 | 5 354 |

## Infrastrutture e trasporti

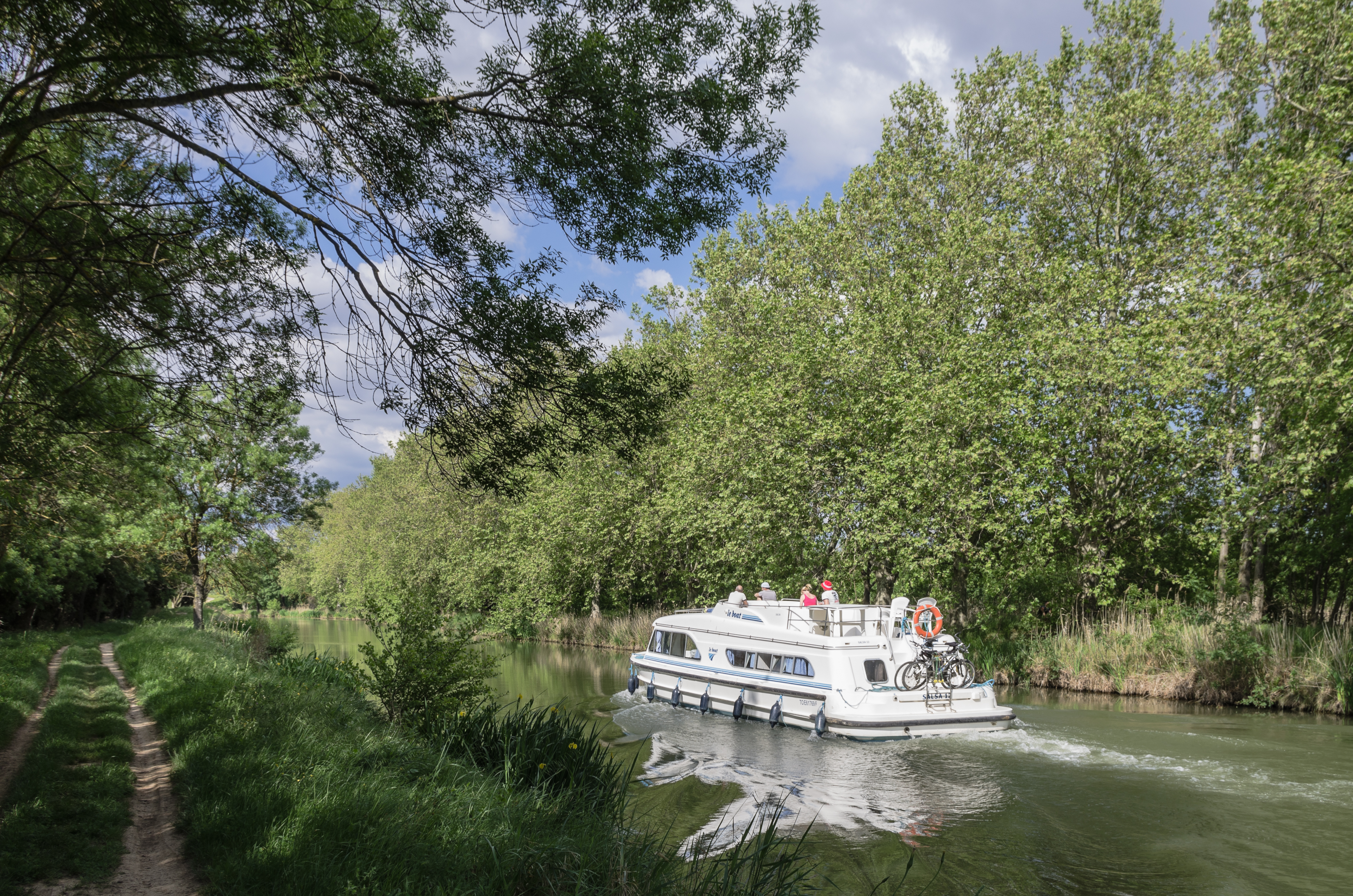
Un'imbarcazione sul Canal du Midi.

Vias è collegata all'autostrada A9 che va da Perthus a Orange attraverso la D612A, strada di scorrimento rapido (voie rapide). La connessione con Béziers è assicurata dalla D612 e con Agde dalla la D912. Servizi di minibus TAD (Transport à démande) uniscono la cittadina a Portiragnes e Agde. Nei mesi estivi è in funzione una navetta (TAD) che collega il capoluogo comunale alle vicine lottizzazioni costiere (Vias Plage).
Per Vias passa la linea ferrea che collega Bordeaux-Saint-Jean a Sète. La stazione di Vias fu aperta nel 1857 ed oggi funziona come PANG, cioè come punto di fermata priva di personale (Point d'arrêt non géré).
Nei territori dei comuni di Vias e di Portiragnes sorge l'aeroporto di Béziers Cap d'Agde en Languedoc (situato a 5,5 km e a 4 km dai rispettivi capoluoghi comunali), dotato di una pista di 2000 x 45 m, di un parcheggio per aerei di 13.000 m² e di una stazione meteorologica. Sono assicurati i collegamenti con Parigi e con altre città europee, fra cui Londra, Bristol, Southampton, Manchester, Edimburgo, Düsseldorf, Stoccolma e Oslo. Nel 2012 sono transitati per l'aeroporto oltre 220.000 passeggeri.
Per quanto riguarda le comunicazioni su acqua, ricordiamo che il comune di Vias è attraversato, per circa 6,5 km, dal celebre Canal du Midi, che ancora negli anni ottanta del Novecento era utilizzato per trasporti di persone e mercanzie. Negli ultimi decenni il canale ha perso tale funzione, ma in compenso è divenuto un'attrazione turistica e un luogo dove fare escursioni su chiatte, generalmente confortevoli e ben equipaggiate, e dove praticare ogni tipo di sport, dal canottaggio alla pesca passando per il nuoto. Nel 1996 l'UNESCO ha inserito il Canal du Midi fra i Patrimoni dell'umanità.